# Iulie 1986
Acest articol este generat integral pe baza informațiilor din articolul 1986 și este actualizat periodic de un robot.
 Editările făcute în articol vor fi șterse la următoarea actualizare! Dacă doriți să faceți modificări, editați articolul-sursă.

ianuarie -
februarie -
martie -
aprilie -
mai -
iunie -
iulie -
august -
septembrie -
octombrie -
noiembrie -
decembrie
Iulie 1986 a fost a șaptea lună a anului și a început într-o zi de marți.

## Evenimente
- 23 iulie: La Londra, Prințul Andrew, Duce de York se căsătorește cu Sarah Ferguson la Westminster Abbey.
- 27 iulie: Americanul Greg LeMond câștigă Turul Franței.

## Nașteri
- 1 iulie: Iulian Erhan, fotbalist din R. Moldova
- 2 iulie: Lindsay Dee Lohan, actriță, fotomodel, producătoare și cântăreață americană
- 3 iulie: Ola Toivonen, fotbalist suedez
- 5 iulie: Ashkan Dejagah, fotbalist iranian
- 5 iulie: Piermario Morosini, fotbalist italian (d. 2012)
- 6 iulie: Luigi Di Maio, politician italian
- 6 iulie: Valerian Gârlă, fotbalist român
- 9 iulie: Piroska Szamoránsky, handbalistă maghiară
- 10 iulie: Ronald Gavril, boxer român
- 11 iulie: Jean-Christophe, Prinț Napoléon (n. Jean Christophe Louis Ferdinand Albéric Napoléon), șeful Casei Bonaparte (disputat)
- 11 iulie: Raúl García (Raúl García Escudero), fotbalist spaniol
- 11 iulie: Yoann Gourcuff, fotbalist francez
- 11 iulie: Raúl García, fotbalist spaniol
- 14 iulie: Alina Sorescu (Alina Luminița Sorescu), cântăreață română, fotomodel și prezentatoare TV
- 14 iulie: Otar Turașvili, rugbist georgian
- 14 iulie: Josip Mišić, fotbalist croat
- 15 iulie: Yahya Abdul-Mateen II, actor american
- 17 iulie: Ivan Petrović, fotbalist sârb
- 17 iulie: Juan Albín, fotbalist uruguayan
- 18 iulie: Corina Căprioriu, judocană română
- 19 iulie: Jinder Mahal (n. Yuvraj Singh Dhesi), wrestler indiano-canadian
- 21 iulie: Enikő Barabás, canotoare română
- 21 iulie: Vera (Vera Katharina Böhnisch), cântăreață austriacă
- 21 iulie: Vera, cântăreață austriacă
- 22 iulie: Djakaridja Koné, fotbalist ivorian
- 22 iulie: Cosmin Nedelcu, comedian român
- 22 iulie: Anya (Ana Buxai), cântăreață română
- 22 iulie: Júnior Morais (Iraneuton Sousa Morais Júnior), fotbalist brazilian
- 23 iulie: Reyhan Angelova, cântăreață bulgară (d. 2005)
- 24 iulie: Tomi Petrescu, fotbalist finlandez
- 25 iulie: Hulk (Givanildo Vieira de Souza), fotbalist brazilian (atacant)
- 25 iulie: Kyla La Grange, cântăreață britanică
- 25 iulie: Hulk, fotbalist brazilian
- 26 iulie: Angela Moroșanu, atletă română
- 26 iulie: Florin Vlaicu, jucător profesionist român de rugby în XV
- 27 iulie: Cristinel-Gabriel Berea, politician român
- 28 iulie: Veniamin Reșetnikov, scrimer rus
- 29 iulie: Jody Rose, jucător de rugby în XV
- 31 iulie: Shinzo Koroki, fotbalist japonez
- 31 iulie: Zoltan Kelemen, sportiv român (patinaj artistic)
- 31 iulie: Nikola Vujadinović, fotbalist muntenegrean
- 31 iulie: Zoltan Kelemen, patinator artistic român